# Дело о «коробке из-под ксерокса»
Де́ло о «коро́бке из-под ксе́рокса» — эпизод кампании Бориса Ельцина перед президентскими выборами 1996 года, связанный с предполагаемым нарушением правил валютных операций и финансирования.

## События 19 и 20 июня 1996 года
Выборы Президента России были назначены на 16 июня согласно переходным положениям Конституции России и в связи с истечением срока полномочий Бориса Ельцина, избранного в 1991 году президентом России (РСФСР). Они прошли в два тура 16 июня и 3 июля 1996 года, став первыми и единственными в новейшей истории России президентскими выборами, где для определения победителя потребовалось два тура.
На участки 16 июня пришли 75,7 млн избирателей (69,8 %). По официальным результатам, в первом туре Борис Ельцин набрал 35,28 % голосов, опередив главу КПРФ Геннадия Зюганова на 3,25 %. Предпочтения регионов разделились почти поровну: президент набрал относительное большинство голосов в 46 субъектах из 89, а коммунист — в 43.
Через несколько дней после первого тура, вечером 19 июня два политтехнолога из штаба Бориса Ельцина — организатор кампании «Голосуй или проиграешь» Сергей Лисовский и Аркадий Евстафьев, ближайший сподвижник главы предвыборного штаба Анатолия Чубайса, — были задержаны на выходе из Дома правительства. При них была упаковка для бумаги Xerox формата A4, в которой лежали 538 тысяч долларов.
Санкцию на арест политтехнологов дал глава президентской службы безопасности Александр Коржаков. Тремя месяцами ранее он, глава ФСБ Михаил Барсуков и первый вице-премьер Олег Сосковец были отстранены от руководства кампанией Ельцина. Они предлагали Ельцину после принятия 15 марта Госдумой антибеловежских постановлений отменить выборы, распустить Думу и запретить КПРФ. Но в аппаратной борьбе тогда победили «либералы», настаивавшие на необходимости провести выборы. «Силовиков» во главе избирательного штаба сменили помощник президента Виктор Илюшин, председатель правительства Виктор Черномырдин, руководитель Администрации президента Сергей Филатов, Анатолий Чубайс, гендиректор НТВ Игорь Малашенко, зампред правительства Юрий Яров. Ответственной за «независимый контроль хода кампании» стала дочь Ельцина Татьяна Дьяченко. Задержание политтехнологов стало очередным этапом в противостоянии в окружении Ельцина «группы силовиков» с «группой либералов».
Участники штаба смогли за вечер организовать информационную кампанию в поддержку Лисовского и Евстафьева. Татьяна Дьяченко настояла на том, чтобы Ельцина разбудили и он посмотрел вышедший после полуночи экстренный выпуск программы «Сегодня», в котором Евгений Киселёв впервые употребил словосочетание «коробка из-под ксерокса». После выпуска президент сделал один телефонный звонок, и в четыре утра 20 июня Евстафьев и Лисовский были освобождены. На утро того же дня Коржаков, Барсуков и Сосковец по требованию президента написали прошение об отставке.

## Расследование
19 июля Главная военная прокуратура возбудила уголовное дело по статье о незаконных валютных операциях. Это дело было закрыто в апреле 1997 года, возобновлено в январе 1999-го и окончательно закрыто в мае 1999-го. Интересы Лисовского представлял адвокат Анатолий Кучерена. Курировал расследование начальник Управления ФСБ по Москве и Московской области Анатолий Трофимов (был убит в 2005 году).
Согласно изданию «Лица», член предвыборного штаба Ельцина, сотрудник неназванного банка Борис Лавров показал, что он принёс деньги в Белый дом из департамента иностранных кредитов Министерства финансов. Обозреватель газеты «Совершенно секретно» Олег Лурье утверждал, что Лавров работал в Национальном резервном банке, главой которого был Александр Лебедев.

## Оценки
Александр Коржаков во время событий и позднее в своих воспоминаниях утверждал, что Служба безопасности получала сообщения о «расхищении» средств предвыборной кампании. Во время тайного вскрытия сейфа заместителя министра финансов Германа Кузнецова Службой безопасности в ночь на 19 июня 1996 года там были якобы обнаружены 1,5 млн долларов США. Коржаков утверждал, что сумма хранилась без документов об их происхождении, но с «платёжками» в адрес иностранных банков. Согласно Коржакову, Чубайс попросил заместителя уволенного Коржакова, чтобы ему «вернули его 500 тысяч». Татьяна Дьяченко, в свою очередь, говорила, что Коржаков «считал, что вот этим шумом — честный генерал предотвращает кражу в собственном предвыборном штабе — он сможет, с одной стороны, выслужиться перед папой, доказать ему, что он весь его, стоит на страже интересов президента, а с другой — и это самое главное — устранить усилившихся конкурентов и вернуть назад себе ускользающую власть».
Борис Ельцин в книге «Президентский марафон» позднее вспоминал: «В дальнейшем проверка показала: состава преступления в действиях Лисовского и Евстафьева, заместителей Чубайса по работе в предвыборном штабе, не было. Однако увольнение Коржакова, Барсукова и Сосковца не было следствием только этого скандала. Длительное противостояние здоровых сил и тех, кто шёл на провокации, чтобы захватить власть в предвыборном штабе, наконец перешло в открытый конфликт. И я разрешил его».

## 2010-е годы
В 2010 году Татьяна Юмашева, руководитель Фонда первого Президента России Бориса Ельцина, вспоминала следующее:

Коржаков, по поручению папы, отвечал за контроль над всеми финансами предвыборной кампании.
Поэтому он, в течение всей предвыборной кампании, внимательно наблюдал, как Лисовский, а также многие другие, десятки раз получали деньги — в коробках из-под ксерокса, в коробках из-под писчей бумаги, в других коробках, в кейсах, в том, в чём было удобно деньги донести и заплатить.

Чуть позже Татьяна Юмашева объясняла появление большого количества неучтенных наличных денег в президентской борьбе Ельцина следующими обстоятельствами:

Надо проводить выборы и без «нала», и без кейсов, и без коробок. Мне казалось это настолько очевидным, что даже как-то глупо это обсуждать. Всё равно что устроить горячую дискуссию по поводу того, каким быть лучше — здоровым и богатым или больным и бедным. Но в 96-м году это случилось.

Причин много. В комментариях есть некоторые ответы — почему. Например, коммунистическая дума специально приняла закон, урезавший предвыборный фонд кандидата в президенты до суммы, на которую президентские выборы не проводят, в лучшем случае губернаторские.

Александр Коржаков, отвечая Татьяне Юмашевой, сказал, что сотрудники службы безопасности президента возили неучтённые деньги в избиркомы по всей стране, но не могли допустить хищения этих денег «активистами» предвыборного штаба Ельцина.
Большую часть неучтённых наличных денег штабу Ельцина предоставили руководители коммерческих банков и крупных финансовых структур, причём оффшорные деньги проводились через юридическое агентство Игоря Шувалова и Александра Мамута «АЛМ». Михаил Полторанин в своей книге «Власть в тротиловом эквиваленте» утверждал, что ситуация с коробкой и деньгами была вызвана лишь желанием окружения Ельцина «пилить по-стахановски халявные бабки» в удачный для воровства момент выборов, высказывания же Татьяны Дьяченко он определял как сказанные намеренно с «оголённой простоватостью».

## В массовой культуре
- Коробка из-под ксерокса появляется в эпизоде телепередачи Куклы «Дикий запад» (07.12.1996)[21].